# Micromastax bosimavoana
Micromastax bosimavoana är en insektsart som beskrevs av Marius Descamps och Wintrebert 1965. Micromastax bosimavoana ingår i släktet Micromastax och familjen Euschmidtiidae. Inga underarter finns listade i Catalogue of Life.